# Kerry megye
Kerry megye (írül: Contae Chiarraí) megye Írország délnyugati részén, Munster tartományban. Nevét a ciarraige népről kapta, akik egykor itt éltek.

## Önkormányzat és közigazgatás

Fianna Fáil (10)
Fine Gael (7)
Sinn Féin (4)
Munkáspárt (2)
Kerry Independent (1)
független (9)

A megyei tanács összetétele:

## Népesség

### Legnépesebb települések
| Sorszám | Település    | Népesség (2016-os népszámlálás) |
| ------- | ------------ | ------------------------------- |
| 1       | Tralee       | 23 691                          |
| 2       | Killarney    | 14 504                          |
| 3       | Listowel     | 4 820                           |
| 4       | Castleisland | 2 486                           |
| 5       | Kenmare      | 2 376                           |
| 6       | Killorglin   | 2 199                           |
| 7       | Dingle       | 2 050                           |
| 8       | Ballybunion  | 1 413                           |
| 9       | Cahersiveen  | 1 041                           |

## Turizmus
Kerry nevezetességei:
- Conor-hágó(wd)
- Dingle-félsziget(wd)
- Killarney-i Nemzeti Park(wd)
- Kerry-i körút(wd)
- Muckross-kúria(wd)
- Ross vára(wd)
- Skellig Michael
- Torc-vízesés(wd)
- Valentia-sziget(wd)